# Crotalus adamanteus
Crotalus adamanteus este o specie de șerpi din genul Crotalus, familia Viperidae, descrisă de Palisot De Beauvois 1799. A fost clasificată de IUCN ca specie cu risc scăzut. Conform Catalogue of Life specia Crotalus adamanteus nu are subspecii cunoscute.